# Vern Schuppan
Vernon John Schuppan, detto Vern (Booleroo, 19 marzo 1943), è un ex pilota automobilistico australiano.

## Carriera
Dopo un buon inizio con i kart passa alla Formula Ford, trasferendosi in Regno Unito. Nel 1971 corre in America del Nord aggiudicandosi il Yellow Pages Championship. Questi risultati gli danno la possibilità di correre nel 1972 in due gare di Formula 1 al di fuori del calendario mondiale al volante di una BRM. Conquista un quinto e un quarto posto, rispettivamente nella International Gold Cup e nella World Championship Victory Race.
Il pilota australiano alterna alle gare di Formula 1 l'impegno nelle gare di durata in cui conquista subito risultati prestigiosi come il secondo posto nella 1000 km di Spa in coppia con Howden Ganley.
Nel 1974 si cimenta nella Formula 5000, per poi essere richiamato in Formula 1 dalla Ensign. Nei sette gran premi in cui prende parte non si qualifica in due occasioni e nelle altre cinque gare una volta sola giunge al traguardo. Una volta è costretto al ritiro e per ben due volte viene squalificato. Nel Gran Premio di Svezia effettua una riparazione sulla vettura dopo il giro di allineamento ma non riparte dalla corsia dei box. Nel successivo Gran Premio d'Olanda soffre per il deterioramento di uno pneumatico ma non riesce a raggiungere il suo posto nei box ed è costretto a sostituire la ruota in zona vietata.
L'anno seguente corre un solo gran premio, con la Hill (in Svezia) ma non vede la bandiera a scacchi. La stagione è vissuta in Formula 5000 e nelle vetture sport. Nel 1976 torna negli USA per affrontare il campionato USAC, conquistando il titolo di miglior Rookie alla 500 Miglia di Indianapolis dove giunge diciottesimo.
Nel 1977 torna in Formula 1 partecipando a 4 gran premi con la Surtees (qualificandosi solo a 3) e conquistando nel Gran Premio di Germania il suo miglior risultato nella massima formula, settimo.
Negli anni seguenti prosegue la carriera per lo più nelle gare di durata in cui conquista nel 1983 la 24 Ore di Le Mans con Al Holbert e Hurley Haywood al volante di una Porsche 956.

## Risultati in F1
| 1972 | Scuderia | Vettura |  |  |  |  |    |  |  |  |  |  |  |  |  |  |  |  |  | Punti | Pos. |
| ---- | -------- | ------- |  |  |  |  | -- |  |  |  |  |  |  |  |  |  |  |  |  | ----- | ---- |
| 1972 | BRM      | P153B   |  |  |  |  | NP |  |  |  |  |  |  |  |  |  |  |  |  | 0     |      |

| 1974 | Scuderia | Vettura |  |  |  |  |    |     |    |    |    |    |     |  |  |  |  |  |  | Punti | Pos. |
| ---- | -------- | ------- |  |  |  |  | -- | --- | -- | -- | -- | -- | --- |  |  |  |  |  |  | ----- | ---- |
| 1974 | Ensign   | MN174   |  |  |  |  | 15 | Rit | SQ | SQ | NQ | NQ | Rit |  |  |  |  |  |  | 0     |      |

| 1975 | Scuderia     | Vettura |  |  |  |  |  |  |     |  |  |  |  |  |  |  |  |  |  | Punti | Pos. |
| ---- | ------------ | ------- |  |  |  |  |  |  | --- |  |  |  |  |  |  |  |  |  |  | ----- | ---- |
| 1975 | Embassy Hill | GH1     |  |  |  |  |  |  | Rit |  |  |  |  |  |  |  |  |  |  | 0     |      |

| 1977 | Scuderia | Vettura |  |  |  |  |  |  |  |  |  |    |   |    |    |  |  |  |  | Punti | Pos. |
| ---- | -------- | ------- |  |  |  |  |  |  |  |  |  | -- | - | -- | -- |  |  |  |  | ----- | ---- |
| 1977 | Surtees  | TS19    |  |  |  |  |  |  |  |  |  | 12 | 7 | 16 | NQ |  |  |  |  | 0     |      |

| Legenda | 1º posto     | 2º posto | 3º posto    | A punti         | Senza punti/Non class.  | Grassetto – Pole position Corsivo – Giro più veloce |
| Legenda | Squalificato | Ritirato | Non partito | Non qualificato | Solo prove/Terzo pilota | Grassetto – Pole position Corsivo – Giro più veloce |